# 龙山集站
龙山集站是一个濉阜线上的铁路车站，位于安徽省亳州市涡阳县龙山镇，建于1971年，目前为四等站，邮政编码为233663。目前客运：办理旅客乘降；不办理行李、包裹托运；货运：办理整车货物发到；危险货物仅办理农药、化肥发到；不办理怕湿货物发到。